# Semorina lineata
Semorina lineata là một loài nhện trong họ Salticidae.
Loài này thuộc chi Semorina. Semorina lineata được Cândido Firmino de Mello-Leitão miêu tả năm 1945.